# Contea di Brookton
La contea di Brookton è una delle 43 local government areas che si trovano nella regione di Wheatbelt, in Australia Occidentale. Si estende su di una superficie di circa 1.602 chilometri quadrati ed ha una popolazione di 978 abitanti. L'economia locale si basa fondamentalmente sull'allevamento delle pecore e sull'agricoltura, principalmente con coltivazioni di grano.